# Номука
Номука (англ. Nomuka) — небольшой остров в островной группе Номука (Королевство Тонга), которая, в свою очередь, является частью группы Хаапай.

## География
Площадь острова составляет 7,12 км². В центре расположено озеро со слегка солоноватой водой.

## История
Номука был открыт 24 января 1643 года голландским путешественником Абелом Тасманом, который назвал его островом Роттердам. Впоследствии на Номука высаживались Джеймс Кук (в 1774 году), Уильям Блай.

## Население
В 2006 году численность населения Номука составляла 474 человек.

## Экономика
Основные занятия местных жителей — рыболовство, сельское хозяйство. Добраться до острова можно только водным путём.

## Образование
На острове действует две начальные школы, одна средняя школа и детский сад.